# Sociale positie
Sociale positie is de plaats die een persoon of groep inneemt in sociale interactie. Een persoon heeft over het algemeen meerdere posities, in bijvoorbeeld werk, familie en vrije tijd. Bij elk van deze posities worden gedragswijzen en kwaliteiten verwacht. Deze verwachtingen zijn de sociale rol die bij de positie hoort. De positie beïnvloedt de sociale status van een persoon.
Het bestaan van een sociale positie veronderstelt het bestaan van sociale ongelijkheid met een sociale stratificatie. In welke mate men daarbinnen van sociale positie kan veranderen, hangt af van de sociale mobiliteit. Zo kan een positie verkregen worden door toewijzing (ascription) waarbij persoonlijke invloed geen rol speelt, of verwerving (achievement) waar dit wel het geval is.